# Wes Ramsey
Wesley A. „Wes” Ramsey (ur. 6 października 1977 w Louisville) – amerykański aktor telewizyjny i filmowy.

## Życiorys

### Wczesne lata
Urodził się w Louisville w stanie Kentucky jako syn Billa i Lindy Ramseyów. Wychowywał się z dwoma braćmi – Warrenem i Williamem. Pasję do aktorstwa ujawnił w wieku 12 lat. Po siedmiu latach spędzonych na scenie w Walden Theatre w Louisville, w 1996 roku został przyjęty do prestiżowej Juilliard School of Drama w Nowym Jorku. Podczas studiów aż do ukończenia w 2000 roku występował jako członka Group 29 z Moreną Baccarin i Glennem Howertonem.

### Kariera
Po 10-letnim doświadczeniu na scenie, trafił na szklany ekran jako Sam Spencer w operze mydlanej CBS Guiding Light (2000−2002). Zadebiutował na dużym ekranie jako Christian Markelli, chłopak partii WEHO w niezależnym filmie Dni ostatnie (2003) o miłości, wierze i odkupieniu. Wystąpił gościnnie w serialu CBS CSI: Kryminalne zagadki Miami (2003, 2009–2012) i sitcomie Luis (2003) jako artysta Greg z Luisem Guzmánem, a wkrótce w serialu Czarodziejki (2003–2006) jako Wyatt Halliwell, starszy syn Piper (Holly Marie Combs) i Leo (Brian Krause), starszy brat Chrisa (Drew Fuller).

## Filmografia

### Filmy fabularne
- 2001: Way Off Broadway
- 2003: Dni ostatnie jako Christian Markelli
- 2005: Cavatina
- 2005: Slippery Slope jako Martin Breedlove
- 2005: Bitter Sweet jako Conrad
- 2006: L.A. Dicks jako pracownik studia
- 2006: Skradziony notes (Bickford Shmeckler's Cool Ideas) jako Rob, facet wymykający się
- 2007: Reign of the Gargoyles (TV) jako Will
- 2007: Gość Draculi (Bram Stoker's Dracula’s Guest) jako Bram Stoker
- 2007: Brotherhood of Blood jako Fork
- 2008: Dark Honeymoon jako Jay

### Seriale TV
- 2000−2002: Guiding Light (The Guiding Light) jako Sam Spencer
- 2003: Luis jako Greg
- 2003: CSI: Kryminalne zagadki Miami (CSI: Miami) jako Kip Martin
- 2003–2006: Czarodziejki (Charmed) jako Wyatt Halliwell
- 2009: Dni naszego życia (Days of Our Lives) jako Owen Kent
- 2009: Herosi (Heroes) jako Roy
- 2009–2012: CSI: Kryminalne zagadki Miami (CSI: Miami) jako Dave Benton
- 2010: Dr House jako Miles
- 2010: The Event: Zdarzenie jako Greg Kevin
- 2013: Chirurdzy (Grey’s Anatomy) jako Jimmy McAdams
- 2013: Mentalista (The Mentalist) jako Charlie
- 2013: Castle jako Johny Henson
- 2014: Słodkie kłamstewka (Pretty Little Liars) jako Jesse Lindahl
- 2014: Stalker jako Jason Walker